# Джива
Джи́ва (санскр. जीव, IAST: jīva) — понятие в индийской религиозно-философской традиции, обозначающее духовное, вечное живое существо, отдельную душу.

## Этимология
Слово «джива» происходит от санскритского «дживас» с корнем «джив» — «дышать». Оно имеет тот же самый индоевропейский корень, что и латинское слово «vivus» и русское слово «живой».

## Религиозно-философский смысл
В джайнизме противоположностью дживы является аджива (санскр. — «неживые субстанции»). Согласно джайнской философии, в состоянии полной неразвитости джива принимает форму, называемую нигода.
В писаниях джайнизма и индуизма конечная цель дживы описывается по-разному (в зависимости от конкретной философской школы):
- «освобождение» от материального существования (санскр. — мокша)
- обретение чистой любви к Богу (санскр. — бхакти)
- освобождение от счастья и скорби материального мира, всё ещё пребывая в нём (санскр. — дживанмукта).

В «Бхагавад-гите» джива (душа) описывается как неизменная, вечная и неразрушимая. Она не рождается и не умирает. Она никогда не возникала, не возникает и не возникнет. Она нерождённая, вечная, всегда существующая и изначальная. Она не гибнет, когда погибает тело. В «Бхагавад-гите» сказано, что джива не принадлежит к материальному миру, а имеет «духовную» природу. В процессе реинкарнации, после физической смерти тела, джива, в зависимости от своей кармы и индивидуальных желаний, принимает новое материальное тело.
Как человек, снимая старые одежды, надевает новые, так и джива входит в новые материальные тела, оставляя старые и бесполезные.
Гаутама Будда хранил «благородное молчание» в ответ на вопросы о том, является ли джива и тело одним и тем же или разным.